# 蔡旺家
蔡旺家（1984年—），旺旺集团董事长蔡衍明的次子，旺旺集团首席营运官、执行董事及策略委员会成员，乳饮事业群副总裁，亦是旺旺集团多家附属公司的董事。

## 生平
2004年4月进入旺旺集團，历任多个部门管理职务。2008年5月到乳品事业部任副总经理，次年升任乳饮事业群副总裁。2010年6月任旺旺集团執行董事，2012年12月任首席營運官。
2015年獲中國食品科學技術學會頒「中國食品科學技術學會科技創新獎」。
2020年，因担任旺旺集團首席營運官时带领旺旺走向創新，「2020美好生活創造者高峰論壇」中获评“2020年度商業創新影響力人物”。
曾任中國時報旅行社董事，2022年3月退出。

## 知名言论
2022年8月，蔡旺家在新浪微博上的“Matt旺家”账号受到中国大陆网民及媒体关注，因多次表态反对“佩洛西窜台”、挺中華人民共和國，以及旺旺对中国大陆突发事件的多次援助，旺旺产品一时间受到网民追捧。其微博内容中的风趣幽默也受称赞。